# 汪政緯
汪政緯（2000年6月29日—），臺灣男演員，童星出身，曾獲第45屆金鐘獎迷你劇集男配角獎。

## 生平
2003年，汪政緯拍廣告踏入演藝圈。2005年，他演出第一部電視劇《好願年哖》。次年他於偶像劇《天堂來的孩子》中演出男女主角的孩子，成為當紅的童星。2007年，他躍上大銀幕演出《奇妙的旅程》。
2010年，他以《我的爸爸是流氓》獲得金鐘獎迷你劇集男配角獎，該劇導演瞿友寧曾盛讚他是自己見過最好的童星。在這部片中，汪政緯飾演的角色是關公的乾兒子，因此他於領獎致詞特別感謝關公庇佑。

## 演出作品

### 電影
- 2007年：《奇妙的旅程》 飾 齊妙
- 2008年：《彈．道》 飾 孫冠忠

### 電視劇
- 2005年：《好願年哖》 飾 童年謝輝龍
- 2006年：《天堂來的孩子》 飾 張海星
- 2008年：《長假》（公視人生劇展） 飾 郭聰敏
- 2008年：《幸福的鑰匙》（公視人生劇展） 飾 以樂
- 2008年：《牽牛花開的日子》 飾 童年歐洋洋
- 2008年：《歡喜來逗陣》 飾 小勛
- 2008年：《這裡發現愛》 飾 陸光武
- 2009年：《泡沫之夏》 飾 童年洛熙
- 2009年：《紫玫瑰》 飾 童年子達
- 2009年：《三十秒過後》（公視人生劇展） 飾 小文
- 2010年：《我的爸爸是流氓》（公視人生劇展）飾 陳大樂
- 2011年：《小金球》（公視人生劇展） 飾 阿遠
- 2012年：《我在西瓜樹下》（公視學生劇展） 飾 阿清
- 2012年：《嘿！同學》（公視學生劇展） 飾 李煜翔
- 2013年：《幸福蒲公英》 飾 少年高宗南

## 外部連結
- 汪政緯的Facebook專頁
- 汪政緯在互联网电影资料库（IMDb）上的資料（英文）（英文）
- 汪政緯在香港影庫上的簡介
- 汪政緯在时光网上的簡介（简体中文）
- 汪政緯在豆瓣上的资料（简体中文）